# Крупчина Долина
Крупчина Долина — хутір Остерського району, Чернігівської області. Виселений задля побудови побудови військового полігону в 1950-х.

## Історія
Назва хутора ймовірно від поширеного в даний місцевості прізвища Крупко.
В 1930-х роках на хуторі існував осередок КП(б)У .
Хутір Крупчина Долина та місцевість навколо нього згадується в романі Валентини Грищенко "Жорна" .